# Macedna martini
Macedna martini är en insektsart som beskrevs av Karsch 1891. Macedna martini ingår i släktet Macedna och familjen vårtbitare. Inga underarter finns listade i Catalogue of Life.